# Экономика Находки
Находка образует крупнейший портово-транспортный узел России на Тихом океане — «Восточный-Находка».

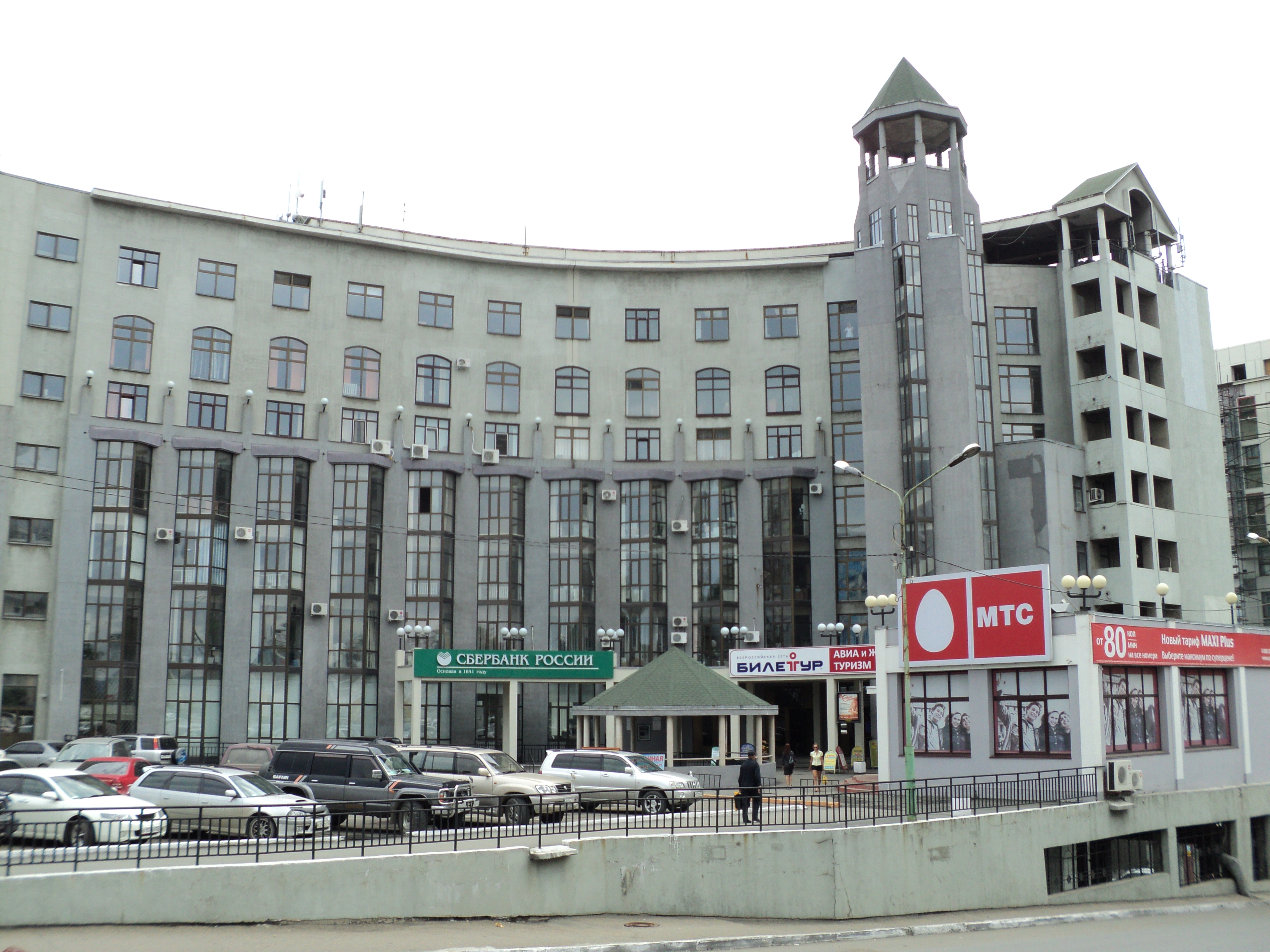
Деловой центр «Находка»

Структурообразующими отраслями экономики города являются: морской транспорт (порты), рыбодобывающая промышленность, металлообработка и судоремонт. Несмотря на то, что Находка официально не отнесена к моногородам России, её экономика является однопрофильной и представлена в основном предприятиями портового комплекса; при том, что остальные предприятия обслуживают только внутренние нужды города и его жителей (пищевая промышленность, заводы по производству строительных конструкций и пр.). В советские времена Находка была единственным российским портом на Дальнем Востоке, открытым для захода иностранных судов. После того как Владивосток в 1991 году также стал доступен для иностранцев, значение Находки как порта снизилось, и экономическая активность значительно упала.
На 2010 год в Находке зарегистрировано 8000 субъектов предпринимательства. Средняя зарплата на май 2011 года — 26 783 рубля. Средняя рыночная стоимость 1 м² жилья в городе в 2010 году — 34 235 руб.
В Находке располагается штаб-квартира «Приморского морского пароходства», дирекция «Восточной нефтехимической компании».

## История
Промышленное освоение территории Находки восходит ко временам существования фактории в бухте Находка в 1860—1870 гг. Строительство современных портов, предприятий судоремонтной и рыбной промышленности города пришлось на 1930—1950 гг. К началу XX столетия Находка сложилась как крупный портово-транспортный узел, центр судоремонтной и рыбной промышленности.
В период 1990—2005 гг. функционировала свободная экономическая зона «Находка», созданная Постановлением Верховного Совета РСФСР в 1990 году. Первоначально в развитие СЭЗ удалось привлечь российские и иностранные инвестиции, однако затем её развитие затормозилось. Многие связывают прекращение развития СЭЗ с бесконтрольным воровством (крупнейшим инвестором являлось Правительство РСФСР), но основной причиной стало отсутствие поддержки проекта законодателем. Так, не было своевременного снижения налогового бремени, не были убраны административные преграды предпринимательству, не был решён вопрос защиты инвестиций. Кроме того, в связи с произошедшими в России за эти годы переменами многое из планировавшегося в советские годы на территории СЭЗ стало достоянием всех жителей страны. В 2006 году проект СЭЗ «Находка» официально прекратил своё существование.
В 1992 году экономика города попала в состояние затяжной депрессии, сопровождавшейся закрытием крупных градообразующих предприятий и массовыми сокращениями. На рубеже 1990—2000 гг. на месте закрытых организаций возникают новые. Так крупнейший на Дальнем Востоке завод железобетонных конструкций, ЖБК, превратился в лесной терминал порта; швейная фабрика и недостроенный стадион «Приморец» — в торговые центры.
Закрытые предприятия:
| «Находкинский завод железобетонных конструкций» | : | 1965—1998 |
| ОАО «Находторг»                                 | : | 1953—1998 |
| «Находкинская мебельная фабрика»                | : | 1958—1999 |
| АКБ «Банк Находка»                              | : | 1990—2001 |

| ОАО «Североторг» ранее «Находкинская закупочно-перевалочная база Главсевероторг» | : | 1956—2001 |
| ОАО «Завод КПД»                                                                  | : | 1972—2002 |
| ОАО «Находкалес» ранее «Находкинская лесоэкспортная перевалочная база»           | : | 1963—2003 |
| ОАО Гормолокозавод «Находкинский»                                                | : | 1978—2009 |

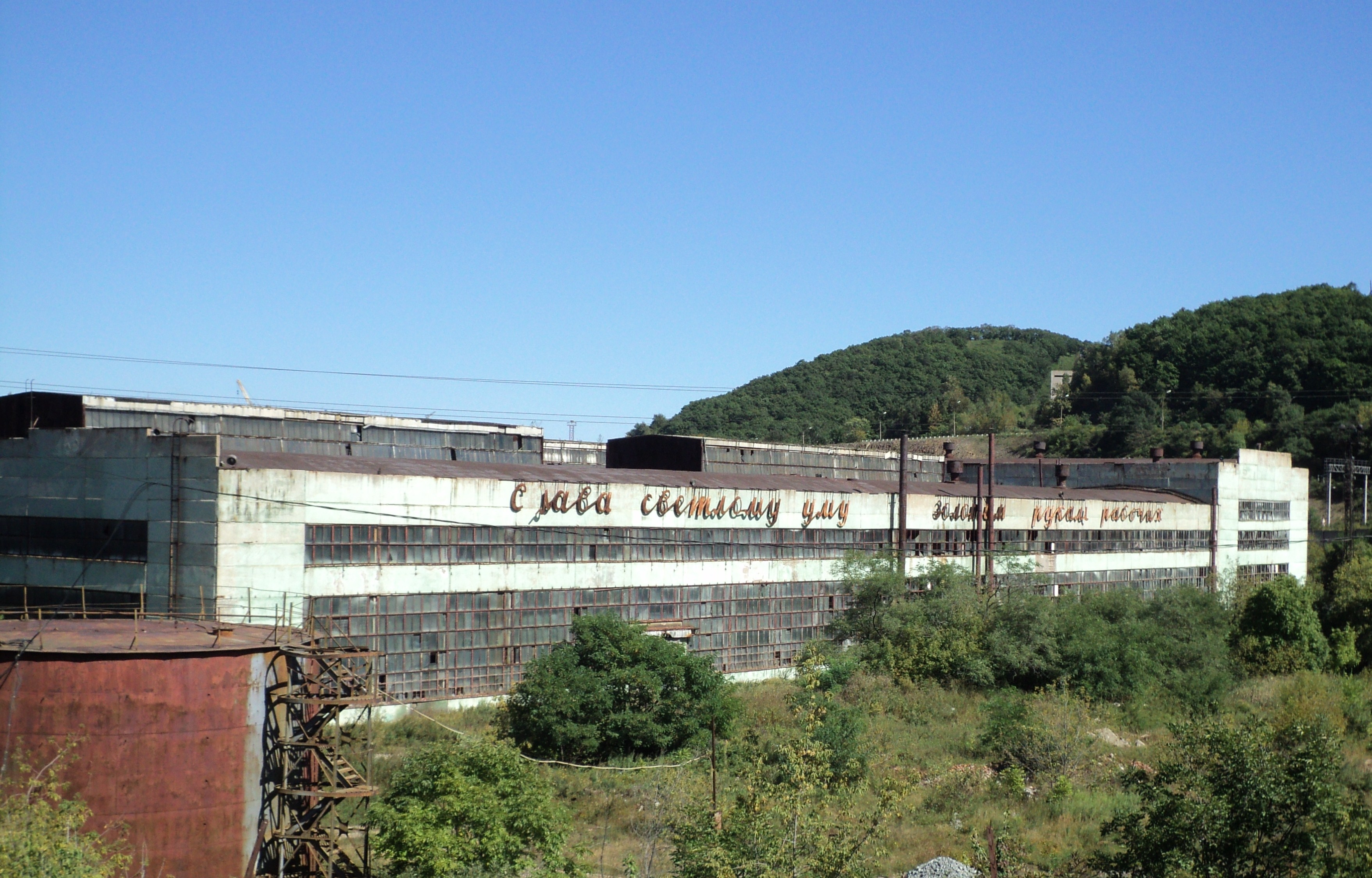
Заброшенные цеха «Приморского завода»

В 2009 году на крупнейших предприятиях города проходили массовые сокращения.

## Портово-транспортный узел
Портово-транспортную инфраструктуру Находки образуют морские порты Находка, Восточный и узловая железнодорожная станция Находка (включая 4 припортовые и 2 нефтеперегрузочные станции). Через станцию Находка осуществляется свыше 15 % экспортных железнодорожных перевозок России. Грузооборот портов Находки в 2009 году составил 34,7 млн т. Основными экспортными грузами являются уголь, нефть и металлы.
Экспорт леса, угля, плавикового шпата, мёда, рыбы, рыбо- и морепродуктов. Импорт — автомобили, тяжёлая техника, товары народного потребления и продукты питания, мороженая продукция, трубы и концентраты для металлургической промышленности. В настоящее время в Находке функционируют Находкинский морской торговый порт, находкинский рыбный порт (ЗАО «Находкинский международный терминал», нефтеналивной морской торговый порт («Роснефть-Находканефтепродукт»), Находкинская база активного морского рыболовства. Вблизи Находки (посёлок Врангель) — глубоководный незамерзающий порт Восточный. В районе города, в бухте Козьмино, планируется строительство нефтеналивного терминала (конечного пункта строящегося экспортного нефтепровода «Восточная Сибирь — Тихий океан»).
| год      | 2000 | 2001 | 2002 | 2003 | 2004 | 2005 | 2006 | 2007 | 2008 | 2009 | 2010 | 2011 |
| -------- | ---- | ---- | ---- | ---- | ---- | ---- | ---- | ---- | ---- | ---- | ---- | ---- |
| млн.тонн | 24,2 | 24,9 | 28,0 | 29,8 | 37,0 | 34,4 | 33,0 | 36,0 | 36,0 | 34,7 | 51,8 | 53,6 |

## Промышленность
Промышленные производства Находки представлены главным образом судоремонтом и предприятиями рыбной промышленности.
Крупнейшие из них:
- ОАО «Находкинский судоремонтный завод»
- ОАО «Приморский завод»
- ОАО «Южморрыбфлот»
- ОАО «Находкинская база активного морского рыболовства»
- ОАО «Терминал Астафьева»
- ОАО «Мясокомбинат Находкинский»
- Производственный кооператив «Находкинский хлебокомбинат»

## Сфера услуг

Гостиница «Юань-Дун»

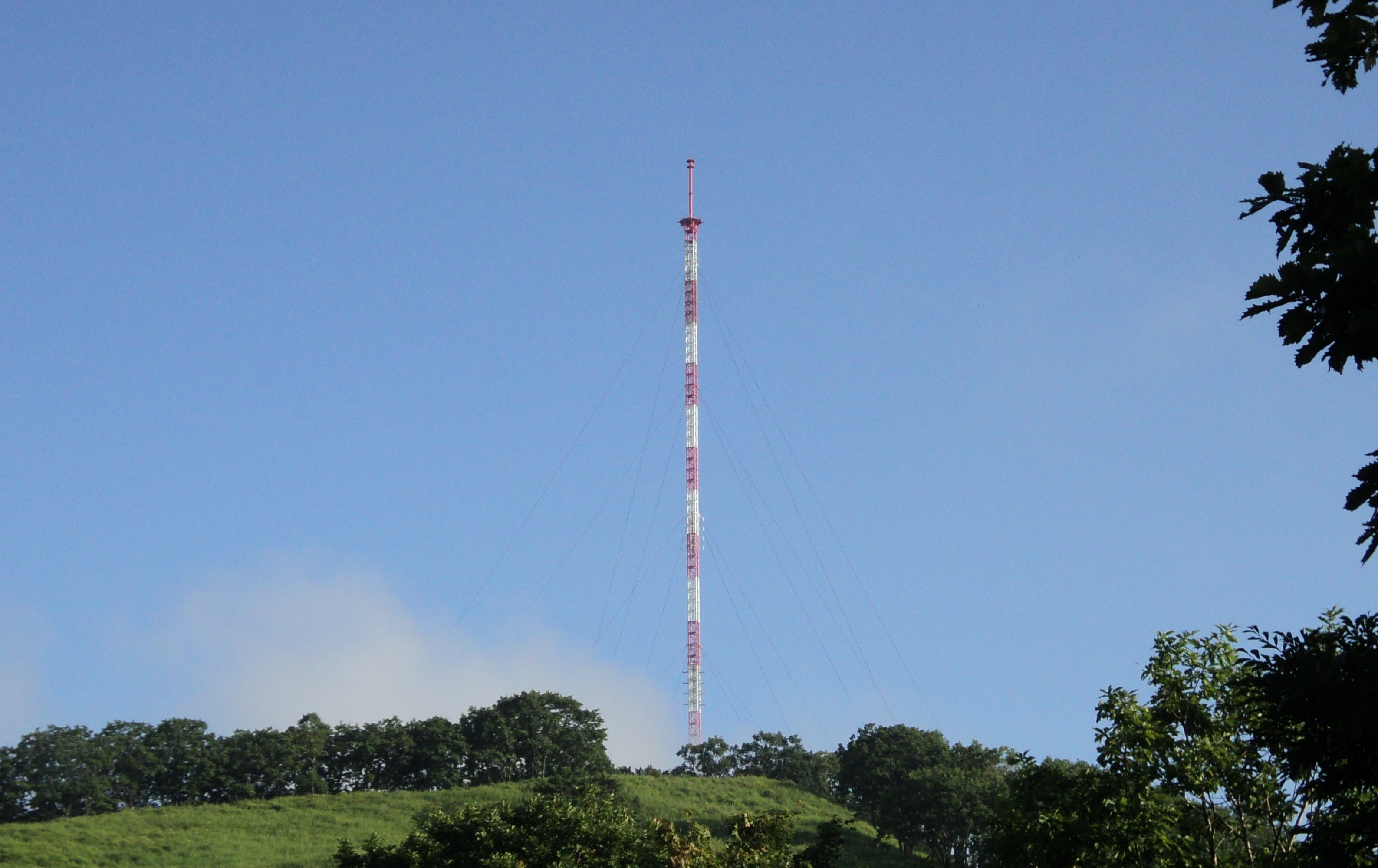
Телебашня «Новая Находка»

### Банки
В Находке представлены филиалы «Дальневосточного банка», «Приско капитал банка» и «Примсоцбанка». А также 23 отделения федеральных и региональных банков: «Сбербанка», «ВТБ», «ВТБ-24», «Росбанка», «Альфа-Банка», «Россельхозбанка», банка «Уралсиб», «Совкомбанка», «Роял Кредит Банка», «Русский стандарт», «Балтийского банка развития», «ТрансКредитБанка», «Промсвязьбанка», «Востокбизнесбанка», «Восточного экспресс банка», «Примтеркомбанка», «Далькомбанка», «Приморье», «Примсоцбанка», «Меркурий».

### Почта
Находкинский почтамт «Почты России» насчитывает 62 почтовых отделения, 40 из которых расположены в черте города. Покрывает Находкинский и Партизанский городские округа, Партизанский и Лазовский муниципальные районы. Действует находкинское отделение DHL Express.

## Недвижимость
Наиболее дорогие квартиры представлены в районах «Пентагон» и МЖК. На конец 2010 года квартиры площадью 125 м² по улицам Дзержинского и Чехова предлагались по цене до 7 млн рублей, в микрорайоне МЖК площадью 90 м² — 5 млн рублей. Самое дешёвое жильё представлено однокомнатные секциями (на конец 2010 года 13 м² предлагались за 380 тыс. рублей и выше) и квартирами в удалённом микрорайоне Мыс Астафьева (однокомнатные квартиры на конец 2010 года от 850 тыс. рублей).
Предложение 1 м² на вторичном рынке жилья в IV квартале 2010 года (в рублях):
| Место | Район       | Средняя цена |
| 1     | «Пентагон»  | 41 026       |
| 2     | «Болото»    | 40 629       |
| 3     | МЖК         | 39 353       |
| 4     | Сидоренко   | 39 224       |
| 5     | Рыбный порт | 37 881       |

| Место | Район            | Средняя цена |
| 6     | Южный микрорайон | 36 492       |
| 7     | 1-й участок      | 36 343       |
| 8     | Пограничная      | 36 145       |
| 9     | 44-й участок     | 35 687       |
| 10    | КПД              | 35 563       |

| Место | Район         | Средняя цена |
| 11    | Ленинская     | 35 273       |
| 12    | 3-й участок   | 34 261       |
| 13    | Мыс Астафьева | 33 886       |
| 14    | Нефтебаза     | 33 347       |
| 15    | Моручилище    | 32 585       |

## Коммунальное хозяйство
По состоянию на 2009 год жилой фонд города составлял 1298 многоквартирных домов общей площадью 2800 тыс. м² (из них ветхий и аварийный фонд — 15,1 тыс. м²), не считая индивидуальные жилые дома. В пределах городского округа действует 178 ТСЖ и 54 управляющих компании, крупнейшая из которых — «Горжилуправление»: имеет 10 территориальных подразделений, обслуживает 667 многоквартирных домов.
80 % электроэнергии в город поступает с Артёмовской ТЭЦ, 20 % — с Партизанской ГРЭС. Распределителем электроэнергии в городе выступает компания «Находкинская электросеть». В 2009 году «Дальневосточной энергетической компанией» в Находкинский городской округ было поставлено около 680 миллионов квт/часов электроэнергии.
Теплоэнергия вырабатывается на котельных Находкинского филиала ГУП «Примтеплоэнерго», 89 % из которых работают на мазуте и 11 % на угле. Горячая вода в жилые дома подаётся только в период отопительного сезона. Рассматривается 2 варианта решения энергетической проблемы: перевод котельных с мазута на более дешёвый уголь, а также строительство ТЭЦ, которая обеспечит электроэнергией, теплом и горячей водой промышленные объекты и население с последующим закрытием котельных города. Предусматривается также вариант строительства АЭС на территории города мощностью 1000 МВт. Во времена СЭЗ «Находка» планировалось строительство ветроэлектростанции «Приморская ВЭС-2» на мысе Поворотном мощностью 10 МВт.
«Находка-Водоканал» — крупнейшее коммунальное предприятие города, осуществляет подачу воды и отвод стоков на очистные сооружения. Основной водозабор — Находкинский (Екатерининский) располагается в 16 км от Находки (оператор — ООО «Находка-Водоканал»). Водозабор «Приморский», расположенный в районе озера Рица, обеспечивает водоснабжением противотуберкулёзный диспансер и детскую больницу № 2 (мощность водозабора 1,2 тыс. м³ в сутки, на водозаборе 5 скважин). В микрорайон Врангель вода поступает из Хмыловского водозабора (оператор — ООО «Водозабор Хмыловский»), в микрорайон Ливадия — из Душкинского водозабора (расположен на реке Волчанка). В 1990-е гг. планировалось строительство водохранилищ на реках Ольга и Водопадная мощностью забора воды 38,8 и 70 тысяч м³ в сутки соответственно. Планируется возведение водохранилища на реке Ольга, внедрение на очистных сооружениях города технологии по переработке (дожига) осадка и его утилизации, реконструкция очистных сооружений во Врангеле, строительство очистных сооружений в Ливадии (на территории зверосовхоза «Ливадийский»).

## Бюджет
Доходы бюджета Находкинского городского округа 2011 года запланированы в размере 2,116 млрд рублей; расходы — 2,225 млрд рублей, из них на благоустройство — 267,4 млн, культуру — 112,6 млн, ЖКХ — 82,4 млн, ремонт муниципальных учреждений — 80,6 млн, спорт — 5,8 млн, всего на социальную сферу — 1527 млн рублей. Дефицит бюджета — 99,8 млн рублей.
Динамика доходов городского бюджета в 2003—2011 гг. (в млн рублей):

## Рынок труда
Численность экономически активного населения Находкинского городского округа по состоянию на март 2010 года составила 53,2 % от общей численности населения округа. Уровень зарегистрированной безработицы на 2011 год — 1 %. Количество пенсионеров — 41,2 тыс. человек.
24 предприятия Находки в 2010 году были включены в Реестр организаций, имеющих социальную и экономическую значимость для Приморского края.
Крупнейшие работодатели:
| Место | Работодатель                                     | Штат      |
| 1     | Находкинский морской торговый порт               | 2139 чел. |
| 2     | Находкинская база активного морского рыболовства | 2000 чел. |
| 3     | Восточный порт                                   | 1768 чел. |
| 4     | Находкинский судоремонтный завод                 | 1700 чел. |
| 5     | Спецморнефтепорт Козьмино                        | 850 чел.  |
| 6     | Городская больница                               | 700 чел.  |

| Место | Работодатель                         | Штат     |
| 7     | Южморрыбфлот                         | 616 чел. |
| 8     | Роснефть-Находканефтепродукт         | 500 чел. |
| 9     | Находка-Водоканал                    | 500 чел. |
| 10    | Находкинская жестянобаночная фабрика | 411 чел. |
| 11    | Мясокомбинат Находкинский            | 350 чел. |
| 12    | Находкинский морской рыбный порт     | 300 чел. |

Крупными работодателями города также являются Находкинский филиал «Примтеплоэнерго» (свыше 1200 работников), «Дальневосточная железная дорога» (свыше 1000 работников), Находкинский почтамт (свыше 400 работников), пограничные и таможенные органы, органы внутренних дел, администрация Находкинского городского округа.

## Уровень жизни населения
Величина прожиточного минимума, установленная в Приморском крае, в I квартале 2011 года составила — 7265 рублей (для трудоспособного населения 7853 рубля рублей, для пенсионеров 5776 рублей).
Средняя зарплата на май 2011 года — 26 783 рубля. Средний заработок в учреждениях здравоохранения составил 16 416 рублей, образования — 12 502 рубля, культуры и спорта — 9564 рубля. Среднемесячная зарплата работников органов местного самоуправления в 2009 году составила 29 178 рублей.
Рост среднемесячной заработной платы: